# Salaam Aleikum

A expressão na variante da caligrafia árabe Thuluth

Salaam Aleikum ou As-Salamu Alaikum (em árabe: ٱلسَّلَامُ عَلَيْكُمْ; romaniz.: as-salāmu ʿalaykum; "Que a paz esteja contigo" em português; pron. [as.sa.laː.mu ʕa.laj.kum]) é uma expressão de cumprimento/saudação utilizada por muçulmanos; sendo um encurtamento da frase completa As-salāmu ʿalaykum wa-raḥmatu llāhi wa-barakātuhu (em árabe: ٱلسَّلَامُ عَلَيْكُمْ وَرَحْمَةُ ٱللَّٰهِ وَبَرَكَاتُهُ) traduzido como "Que a paz esteja sobre ti, assim como a misericórdia e as bênçãos de Deus". 
A resposta comumente usada para a saudação é Aalaikum As-Salaam ou Waalaykumussalaam (em árabe: وَعَلَيْكُمُ ٱلسَّلَامُ, pronunciado [wa ʔa.laj.kum mus.sa.laːm] (escutarⓘ), que em português diz, "E que a paz esteja com você").
A expressão deu origem à palavra portuguesa salamaleque. Possui como cognata a expressão hebraica Shalom Aleichem (em hebraico: שָׁלוֹם עֲלֵיכֶם). 
Foi citada na música Mustapha, composta pela banda britânica Queen, em 1978, e também na música Jerusalem, do cantor de reggae Alpha Blondy, brasileiros também se utilizam da palavra em suas letras, como Caetano Veloso em "Nu Com a Minha Música", de 1981, onde o narrador pede "salamaleikum" a Deus e, o trap Raffa Moreira em "Allah, Assalamaleiko, Amen". 

## Modos
Forma completa: "As-salāmu ʿalaykum wa-raḥmatu llāhi wa-barakātuhu"; em árabe: ٱلسَّلَامُ عَلَيْكُمْ وَرَحْمَةُ ٱللَّٰهِ وَبَرَكَاتُهُ; pronunciado [as.sa.laː.mu ʕa.laj.kum wa.raħ.ma.tu‿ɫ.ɫaː.hi wa.ba.ra.kaː.tu.huː]; tradução: "Que a paz esteja sobre ti, assim como a misericórdia e as bênçãos de Deus". 
Forma curta: "As-salāmu ʿalaykum"; em árabe: ٱلسَّلَامُ عَلَيْكُمْ; pronunciado [as.sa.laː.mu ʕa.laj.kum] (escutarⓘ); tradução: "Que a paz esteja contigo".